# Bennu
Ptica Bennu je egipatski Feniks, a njezin naziv znači "sjaj", a nastala je iz vatre. 

## Karakteristike
Bennu je ba, duša, a zabilježena je i u egipatskom kalendaru, koji je nalik današnjemu. To je siva, ljubičasta, plava ili bijela čaplja s dugim kljunom. Ponekad se pojavljuje u obliku orla, a ponekad i u liku čovjeka s glavom čaplje. 
Bennu je sveta Sunčana ptica Nila, duša boga Ra, Atuma ili Ozirisa. Predstavlja kalendar, vrijeme i uskrsnuće. Prema mitu, ptica bi dolazila do hrama u Egiptu, tamo napravila gnijezdo i zapalila se, te bi se opet iznova rađala. Prema jednoj verziji, nastala je iz Ozirisovog srca. Egipćani su smatrali da je stup na kojem ptica radi gnijezdo "velika svetinja".

## Projekti
|  | Zajednički poslužitelj ima još gradiva o temi Bennu |